# Malin Brenn
Malin Johnsen Brenn (* 13. März 1999 in Jessheim) ist eine norwegische Fußballspielerin.

## Karriere

### Klub
Nach ihrer Jugend beim Lillestrøm SK Kvinner wechselte sie 2016 in die erste Mannschaft und blieb dort bis August 2022, als sie einen Vertrag beim italienischen Serie-A-Klub FC Como Women unterschrieb.

### Nationalmannschaft
Ab der U15 durchlief sie alle Nachwuchsteams der norwegischen Auswahlmannschaften. Mit der U17 nahm sie an der Europameisterschaft 2016 teil und kam hier bei zwei Partien zum Einsatz. Mit der U19 spielte sie zwar die Qualifikation zur EM mit, verpasste die Endrunde aber aufgrund einer langanhaltenden Verletzung.
In der norwegischen A-Nationalmannschaft debütierte sie am 15. Februar 2023 bei einem 1:0-Freundschaftsspielsieg über Uruguay. Hier wurde sie in der 66. Minute für Tuva Hansen eingewechselt.
Am 19. Juni 2023 wurde sie zwar nicht für den Kader der Mannschaft bei der Weltmeisterschaft 2023 nominiert, jedoch wurde sie als eine von drei Reservespielerinnen benannt.